# Vera Ivanovna Zasulich
Vera Ivanovna Zasulich (8 tháng 8 [lịch cũ 27 tháng 7] năm 1849 – 8 tháng 5 năm 1919) là một nhà hoạt động chính trị, cây bút và nhà cách mạng xã hội chủ nghĩa người Nga.